# Partia Demokratike Shqiptare
Die Partia Demokratike Shqiptare (Akronym PDSH; mazedonisch Демократска Партија на Албанците Demokratska Partija na Albancite, zu Deutsch „Albanische Demokratische Partei“) ist eine politische Partei der albanischen Bevölkerung in Nordmazedonien. Sie wurde offiziell am 6. Juli 1997 in Tetovo gegründet und ist aus der Fusion der Partei für Demokratische Prosperität der Albaner und der Demokratischen Volkspartei entstanden. Den Vorsitz der PDSH hat seit 2007 Menduh Thaçi inne.

## Ideologie
Die Partei sieht sich als Bewahrerin der Rechte der albanischen Minderheit. Sie unterstützt die Integration Nordmazedoniens in die Strukturen der NATO und Europäischen Union.

## Geschichte

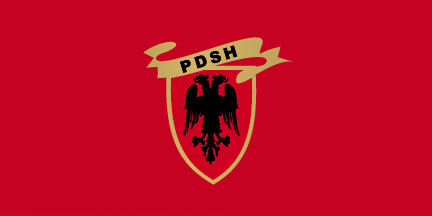
Parteiflagge

Die Anfänge der Partia Demokratike Shqiptare gehen zurück auf den 13. Februar 1994, als durch eine Abspaltung von der Partei für Demokratische Prosperität die Partei für Demokratische Prosperität der Albaner unter ihrem Vorsitzenden Arbën Xhaferi gegründet wurde. Diese Partei verschmolz am 11. Juni 1997 mit der kleinen Albanerpartei, der Demokratischen Volkspartei unter Iljaz Halimi. Am 6. Juli 1997 erfolgte der Gründungsparteitag und als neuer Name wurde Partia Demokratike Shqiptare festgelegt. Der erste Parteivorsitzende wurde Arbën Xhaferi.
2001 gehörte der Parteivorsitzende Xhaferi zu den Mitunterzeichnern des Rahmenabkommens von Ohrid, welches den interethnischen Konflikt im Land beendete.
Am 30. Juni 2007 übernahm Menduh Thaçi den Parteivorsitz. Am 2. Juni 2008 fusionierte die Partei für Demokratische Prosperität unter ihren Vorsitzenden Abdulhadi Vejseli mit der PDSH.
Bei der Parlamentswahl 2008 erlangte die PDSH insgesamt 8,26 Prozent der Wählerstimmen und konnte sich somit 11 der 120 Sitze sichern. Kurz nach den Wahlen trennten sich einige Parteimitglieder und gründeten die Neue Demokratie, welche bis 2011 vier Sitze im Parlament innehatte, die PDSH hingegen noch sieben Abgeordnete. Da die Partei zuvor aus der Koalitionsregierung mit der VMRO-DPMNE wegen Nichtanerkennung der Republik Kosovo durch den Ministerpräsidenten Nikola Gruevski (Vorsitzender der VMRO-DPMNE) austrat, wurden zuvor Neuwahlen angekündigt. Die VMRO-DPMNE trat daraufhin in ein Bündnis mit der Demokratischen Union für Integration ein. Bis zur nächsten Parlamentswahl 2011 war die PDSH zusammen mit den Sozialdemokraten und der Partei der Europäischen Zukunft in der Opposition.
Bei der Wahl 2011 sicherte sich die PDSH 8 der 123 Sitze (insgesamt 5,89 Prozent der Stimmen) und ist seitdem wieder in der Opposition.
Am 15. August 2012 starb der ehemalige Parteivorsitzende der PDSH, Arbën Xhaferi, nach schwerer Krankheit in Skopje.

## Parteivorsitzende
| Amtsbeginn    | Amtsende      | Name          | Lebensdaten |
| ------------- | ------------- | ------------- | ----------- |
| 6. Juli 1997  | 30. Juni 2007 | Arbën Xhaferi | 1948–2012   |
| 30. Juni 2007 | –             | Menduh Thaçi  | * 1965      |

## Parlamentssitze
Seit ihrer Gründung 1997 besaß die PDSH folgende Abgeordnetenanzahl im Parlament:
- 1994–1998: 14 Parlamentssitze (von 1994 bis 1997 als Partei für Demokratische Prosperität der Albaner)
- 1998–2002: 10 Parlamentssitze
- 2002–2006: 7 Parlamentssitze
- 2006–2008: 11 Parlamentssitze
- 2008–2011: 5 Parlamentssitze
- 2011–2015: 8 Parlamentssitze

## Beziehungen
Die PDSH besitzt den Beobachterstatus bei der Internationalen Demokratischen Union.